# 레킹 크루
《레킹 크루》(Wrecking Crew, 일본어: レッキングクル-)는 닌텐도가 개발, 배급한 1985년 액션 비디오 게임이다. 사카모토 요시오가 설계하였으며 닌텐도 엔터테인먼트 시스템용 런칭 타이틀로 출시되었다. 게임 음악은 다나카 히로카즈가 작곡하였다.
안전모를 착용하고 슬레지해머를 든 마리오가 주인공이며 게임 목적은 건물을 철거하는 것이다.

## 같이 보기
- 패밀리 컴퓨터 게임 목록